# Mudiriyat al-Amn al-Amma

Mudiriyat al-Amn al-Amma (GSD) est un service de sécurité intérieure de l'Irak.

## Phase préparatoire
Après l'invasion de l'Irak en 2003, Paul Bremer a dissous les services militaires et de sécurité
de Saddam Hussein, y compris au moins un service de renseignements. En décembre de 2003, le Washington Post a communiqué qu'Iyad Allaoui et Nouri Badran, deux membres du conseil gouvernant de l'Irak, sont venus aux États-Unis pour discuter la fondation d'un nouveau service par la CIA. Il devrait recruter des gens du Mukhabarat. Le but plus important était combattre la insurrection. 
Il devrait employer entre 500 et 2 000 personnes et d'être par le gouvernement des États-Unis. 